# Sredni (Krasnodar)
Sredni (del ruso: Средний) es un jútor del raión de Tbilískaya del krai de Krasnodar, en Rusia. Está situada en las tierras bajas de Kubán-Azov, en la orilla izquierda del río Sredni Zelenchuk, afluente por la izquierda del Kubán, 18 km al sur de Tbilískaya y 92 km al este de Krasnodar, la capital del krai. Tenía 145 habitantes en 2010.
Es cabeza del municipio rural Alekseye-Tenguinskoye.